# Şükürbəyli (Füzuli)
Şükürbəyli è un comune dell'Azerbaigian situato nel distretto di Füzuli. Conta una popolazione di 987 abitanti.